# Seminário Maior de Évora
O Seminário Maior de Évora é o Seminário Maior Arquidiocesano da Província Eclesiástica do Sul de Portugal.
Foi fundado pelo Cardeal Infante D. Henrique, em 1577, delineado pelo mestre Jerónimo de Torre e integrado no complexo universitário.
Situa-se entre as cercas velha e nova, tem uma planta oblonga, de exterior severo, é apenas enobrecido, na fachada, pelo alpendre de arcaria redonda, autenticado pelo brasão de armas do prelado fundador. No interior, destaca-se o claustro, a Aula Magna, o refeitório e a capela, muito valorizada depois de 1854, data da instalação do Seminário. No edifício funcionou, entre 1657-1760, a imprensa da Universidade Eborense, que publicou obras de merecimento cultural e científico. 
Atualmente, funciona como casa de formação dos seminaristas maiores da Arquidiocese de Évora e das Dioceses do Sul do país, suas sufragâneas, em ordem ao presbiterado.